# Požarevac
Požavarec (em cirílico:Пожаревац) é um município e uma vila da Sérvia localizada no distrito de Braničevo, na região de Braničevo. A sua população era de 41736 habitantes segundo o censo de 2002.

## Nome
Em romeno a cidade é conhecida como como Pojarevaţ, em turco como Pasarofça, em alemão como Passarowitz, e em húngaro como Pozsarevác.
Seu nome significa "cidade do fogo" em sérvio.

## História
É historicamente conhecida como a cidade onde foi assinado o Tratado de Passarowitz (1718) entre o Império Otomano e a República de Veneza. Também é conhecida, quando se chamava Margus, pelo tratado entre os líderes huno Átila, o Huno e Bleda com o Império Bizantino (435). Margus foi saqueada pelos hunos durante sua invasão ao Império Romano do Oriente em 442.
Lá nasceu em 20 de agosto de 1941 o ex-presidente iugoslavo Slobodan Milošević, que também foi sepultado na cidade em 18 de março de 2006.

## Demografia
| 1948   | 1953   | 1961   | 1971   | 1981   | 1991   | 2002   |
| ------ | ------ | ------ | ------ | ------ | ------ | ------ |
| 15 474 | 18 529 | 24 269 | 32 828 | 39 735 | 43 885 | 41 736 |